# BOK Center
Il BOK Center, abbreviazione di Bank of Oklahoma Center, è un'arena coperta situata a Tulsa in Oklahoma. Ospita le partite delle Tulsa Shock di WNBA.

## Storia
L'arena ha ospitato concerti, tra gli altri artisti, di Billy Joel & Elton John, The Eagles, Kenny Chesney, Bruce Springsteen, AC/DC, Metallica, LMFAO, Nickelback, Bon Jovi, Céline Dion, Britney Spears, Taylor Swift, Justin Bieber, Brad Paisley, U2 e Paul McCartney.